# 上海白象天鹅电池
上海白象天鹅电池又稱白象天鹅电池、白象电池，是中國上海一家電池製造企業，也是上海制皂（集团）有限公司的子公司。

## 歷史

### 汇明电池厂
1924年2月，汇明电池厂在上海方浜路创设。

### 上海電池廠
1937年底，松下电器工业株式会社在上海虹口青云路筹建电池工场，并于次年设立松下公司上海工场。日本投降后，松下上海工场由国民政府接管，定名军政部电信机械修造厂第二厂。1949年上海戰役后，军政部电信机械修造厂第二厂改名上海电池厂。

### 白象電池
1921年，上海华明电池厂推出白象电池。1964年，上海华明电池厂并入上海汇明电池厂後，白象商标由上海汇明电池厂持有。1990年上海汇明电池厂并入上海电池厂後，白象商標又由上海电池厂持有。此外上海電池廠還生產天鵝牌電池。1999年，上海电池厂改制成上海白象天鹅电池有限公司。2002年，白象牌电池被列为中国名牌产品以及国家免检产品。2011年，白象牌电池被认定为中华老字号。